# NGC 760
NGC 760 é uma estrela dupla na direção da constelação de Triangulum. O objeto foi descoberto pelo astrônomo Ralph Copeland em 1873, usando um telescópio refletor com abertura de 72 polegadas. 